# Museu del genocidi Tuol Sleng

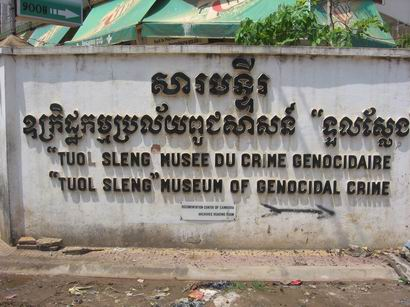
Aquest avís anuncia la localització del Museu del genocidi Tuol Sleng (Carrer 113, al centre de Phom Penh).

El museu del genocidi Tuol Sleng (en khmer: សារមន្ទីរឧក្រិដ្ឋកម្មប្រល័យពូជសាសន៍ទួលស្លែ) és un museu fundat el 1980 a la cèlebre presó d'alta seguretat del règim de la Kampuchéa Democràtica S-21 amb la finalitat de preservar i difondre la memòria dels esdeveniments lligats al genocidi dels Khmers rojos. Entre 1975 i 1979, el règim de Pol Pot ruralitzà a la població i exterminà a la denominada classe intel·lectual. Es calcula que van desaparèixer entre un i tres milions de persones a Cambodja en aquest breu lapse de temps. El museu està situat entre els bulevards Sihanouk i Mao Tse Toung. Prèviament al 1975, aquest edifici havia estat l'institut Tuol Svay Prey. Tuol Sleng (en khmer [tuəl slaeŋ]) significa «turó del matacà», un arbre verinós. Tuol Sleng va ser només un dels 150 centres d'execució al país, i es calcula que hi van ser assassinades unes 20.000 persones.

## Història

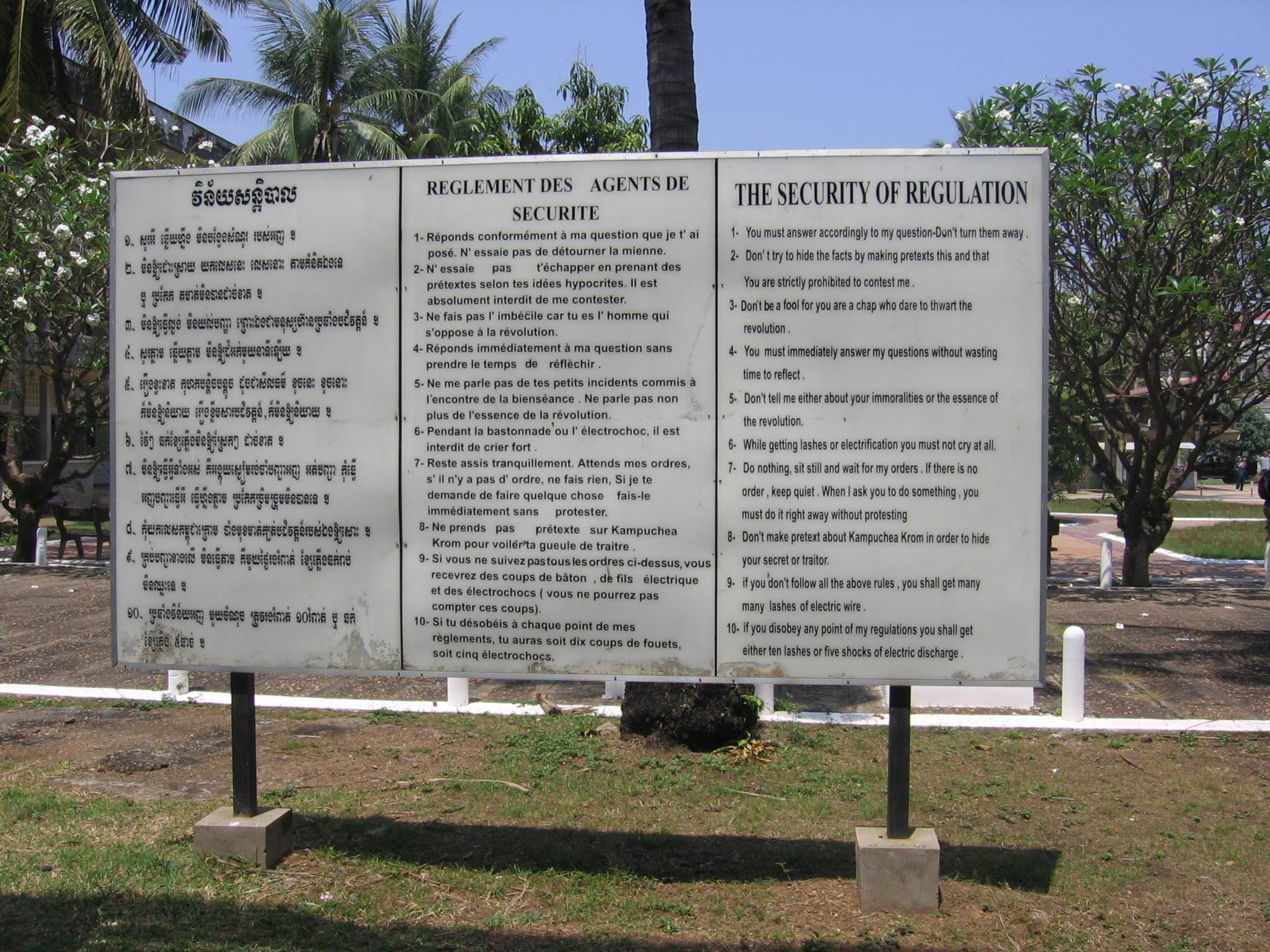
Aquesta tanca conté el reglament que va regir a la presó S-21, es troba enfront de les cel·les.

Entre desembre de 1978 i gener de 1979 la invasió vietnamita havia acabat amb el règim dels Khmers rojos, descobrint, entre d'altres, la presó secreta S-21. Mentre l'exèrcit vietnamita s'aproximava a Penh, molts dels últims presoners van ser executats i solament van sobreviure dotze persones. El centre ràpidament es reconvertí en un altaveu per a la difusió de la història recent del país. Així, el museu és obert al públic com a prova de les polítiques del deposat govern cambodjà el mateix 1980. A instàncies de l'ONU, les forces militars del Vietnam es retiraren i es creà el nou govern d'aliança amb Hun Sen com a Primer Ministre. Aquests van donar suport a la iniciativa i, de fet, el museu pot ser visitat pel públic en general des d'aleshores.

## Estructura

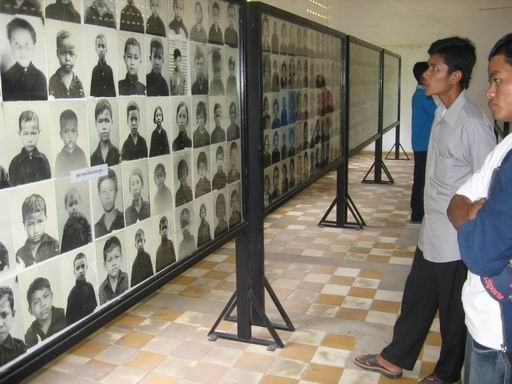
Joves visitants cambodjans contemplen les fotos de les víctimes de la presó.

El centre conserva els espais tal com van ser organitzats per l'administració de la presó S-21. L'estructura de l'edifici és la de l'antic Col·legi Tuol Svay Prey, que és un edifici d'estil francès, amb dos blocs principals, sales àmplies, i corredors i zones verdes al voltant amb un pati al centre del complex.
A l'entrada trobem un pati on es poden veuen les tombes de les últimes víctimes assassinades, quan l'arribada vietnamita es va percebre com un fet imminent. En un primer bloc hi ha una sèrie de sales convertides en càmeres de tortura. Aquestes mostren avui dia algunes imatges de les últimes víctimes i dels «llits elèctrics».

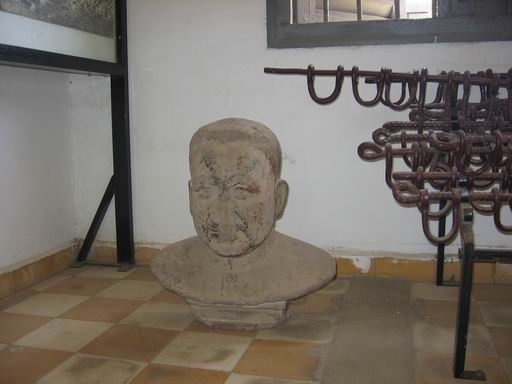
Bust semidestruït de Pol Pot, un dels molts que hi havia al centre dels principals pobles del país.

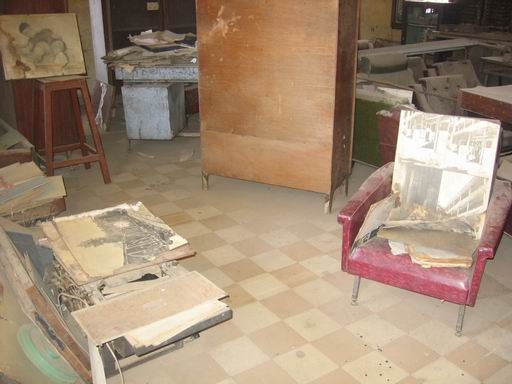
Els arxius de la presó tal com van ser deixats el dia de la invasió vietnamita.

En un altre dels blocs s'hi exhibeix el reglament de la presó. Destaquen les reixes construïdes pels Khmers rojos als passadissos, s'accedeix a les petites cel·les on els presoners romanien encadenats. Cada cel·la, construïda amb maons dins les antigues aules de classe, té lloc per a una sola persona. La ruta de visita continua a diversos salons units que exhibeixen centenars de fotografies de les víctimes i on s'hi veuen rostres de persones de totes les edats, condicions i orígens. A l'última sala es troben un bust semidestruït de Pol Pot i un mapa de Cambodja fet amb els cranis de les víctimes.

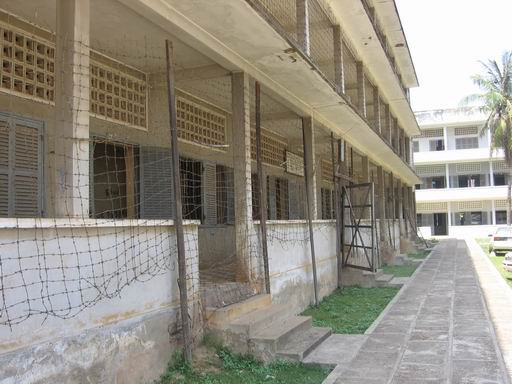
Els amples passadissos de l'antic col·legi van ser tancats amb reixes per evitar fugides o suïcidis.

Un altre edifici annex mostra les habitacions on els menors d'edat eren retinguts i on havien de romandre sempre ficats al llit. Allí es troba una biografia documentada amb fotos d'algunes víctimes i de membres dels Khmers rojos que hi van treballar.
En el lloc també es troba l'arxiu amb documents, fotografies, pintures i, en particular, els instruments usats per a les tortures.

## Visites

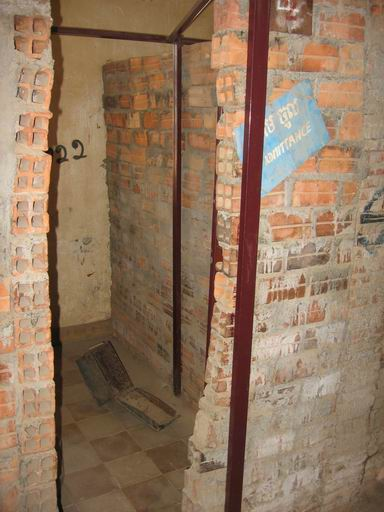
Aspecte de les cel·les construïdes dins les antigues aules de classes.

Tuol Sleng és obert al públic. Els estrangers paguen una aportació per al seu manteniment, perquè el suport governamental no és suficient: el museu es manté principalment gràcies a les famílies de les víctimes, els investigadors del cas dels Khmers rojos i algunes organitzacions de defensa dels Drets humans. Els cambodjans hi poden entrar de franc.